# Can Roc (la Roca del Vallès)
Can Roc és una casa gòtica de la Roca del Vallès (Vallès Oriental) protegida com a Bé Cultural d'Interès Local.

## Descripció
Casa entre mitgeres. La teulada a dues aigües, aiguavés a façana, i presenta ràfec a la catalana.
La porta és d'arc de mig punt dovellada, i al damunt, descarregant pes, una finestra de pedra amb tres arcs polilobulats i dues fines columnetes de separació. La barana és de ferro forjat amb decoració vegetal.

## Història
Per les grans dimensions de les finestres, sembla que podrien haver estat del castell, ja que aquest va servir de pedrera per a la construcció de les cases del poble.
Possiblement habitada per la noblesa o relacionats amb l'església.